# X'Trapolis

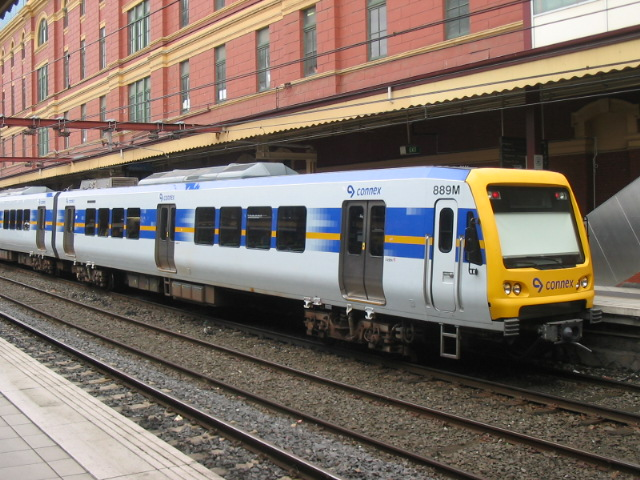
X'Trapolis en Flinders Street Station, Melbourne.

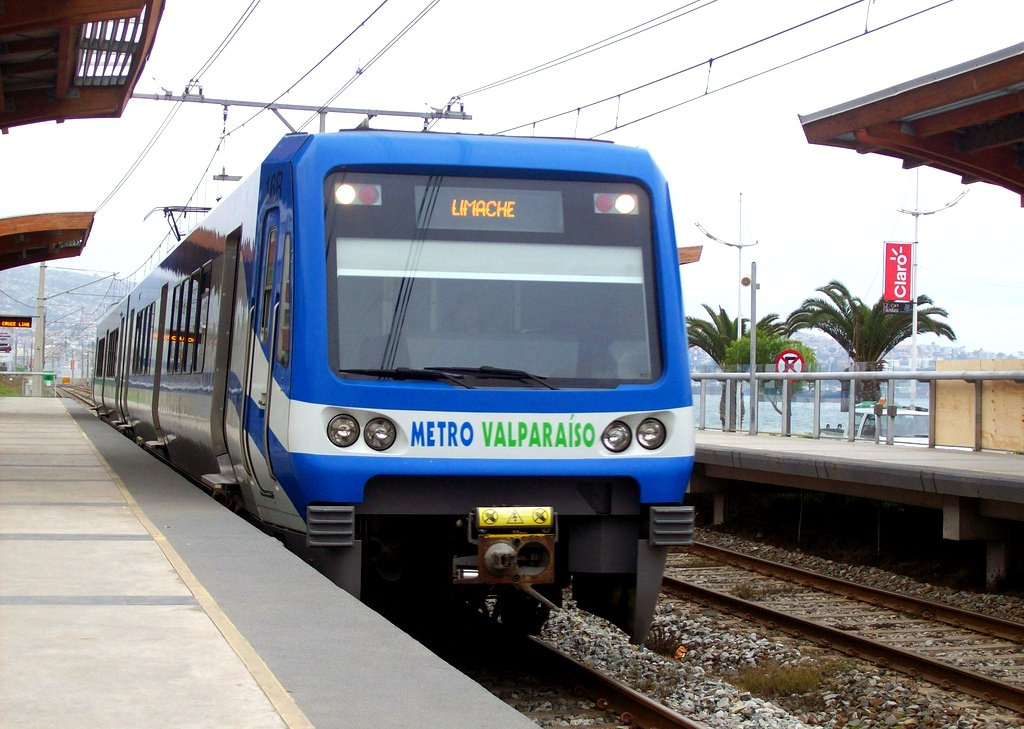
Metro Valparaíso - Limache en la estación Portales.

El tren X'Trapolis (también escrito como X'Trapolis) es un tren eléctrico de pasajeros diseñado por la empresa tecnológica de transporte Alstom. Los trenes tienen pisos altos y están disponibles en modelos con una o dos plantas.

## Modelos

### Actual
- X'Trapolis Duplex - Réseau Express Régional (París, Francia)
- X'Trapolis 100 - Melbourne, Australia y Valparaíso, Chile.

- X'Trapolis Modular - Santiago de Chile y Valparaíso, Chile.
- X'Trapolis Duplex - conocido como MI 2N - París, Francia.
- X'Trapolis Mega - Sudáfrica.
- X'Trapolis Serie 113 - Cataluña, España.

### Futuro
- Transperth C-series - Transperth Trains (Perth, Australia Occidental), se espera que entre en servicio en 2022.
- X'Trapolis Cityduplex (también conocido como RER NG) - RER (París), se espera que entre en servicio en 2023. Preparado para reemplazar el MI 2N "Eole".
- X'Trapolis 2.0 - Metro Trains Melbourne (Victoria, Australia), se espera que entre en servicio en 2024.
- X'Trapolis Tsíimin K’áak - Tren Maya (Sureste Mexicano, México), se espera que entre en servicio en 2024.[2]
- X'Trapolis Ireland - DART (Dublín, Irlanda), se espera que se entregue en 2024 y entre en servicio en 2025. 13 unidades serán eléctricas a batería.[3][4]

### Cancelados
- "X'trapolis UK": diseño ofrecido el 15 de septiembre de 2009 para el programa de material rodante Thameslink. Oferta posteriormente retirada el 22 de octubre del mismo año.[5][6]